# نارون
نارون (در متون طب سنتی دردار) (نام علمی: Ulmus) نام یک سرده از تیره نارونیان است که برگریز یا نیمه‌برگریز هستند. این گونه ابتدا در دوره میوسن در حدود ۲۰ میلیون سال پیش، در جایی که امروزه آسیای مرکزی قرار دارد پدید آمد و به مرور در سراسر نیمکره شمالی گسترده شد.
چوب درخت نارون (Elm) به دلیل ویژگی‌های فیزیکی خاص خود، برای برخی کاربردهای خاص در صنعت چوب بسیار ارزشمند است، اگرچه نسبت به چوب‌هایی مانند بلوط یا گردو کمتر متداول است.

### ویژگی‌های چوب نارون:
- مقاومت بالا در برابر ترک‌خوردگی و شکستگی
- انعطاف‌پذیری بالا
- بافت درهم و غیرقابل شکاف‌پذیر
- زیبایی طبیعی در الگوی بافت (grain)
- مقاومت نسبتاً خوب در برابر پوسیدگی در آب (برای گونه‌های خاص)

### کاربردهای رایج چوب نارون:
1. ساخت مبلمان سنتی و روستایی (به‌ویژه برای قطعاتی که نیاز به مقاومت کششی دارند)
2. ساخت کف‌پوش (در گذشته بیشتر رایج بوده)
3. قاب‌های ابزار و دسته‌های چکش یا تبر
4. ساخت قایق و بدنه کشتی (در گونه‌های مقاوم به آب مانند American Elm)
5. ساخت وسایل تزئینی و دست‌ساز چوبی
6. چرخ گاری‌ها و کالسکه‌ها (در گذشته)
7. پوشش‌های داخلی ساختمان‌ها (دیوارکوب چوبی)

### کدام کشورها بیشترین تولید چوب نارون را دارند؟
درخت نارون در نیم‌کره شمالی رایج است، اما برخی کشورها تولید قابل‌توجهی از چوب نارون دارند:

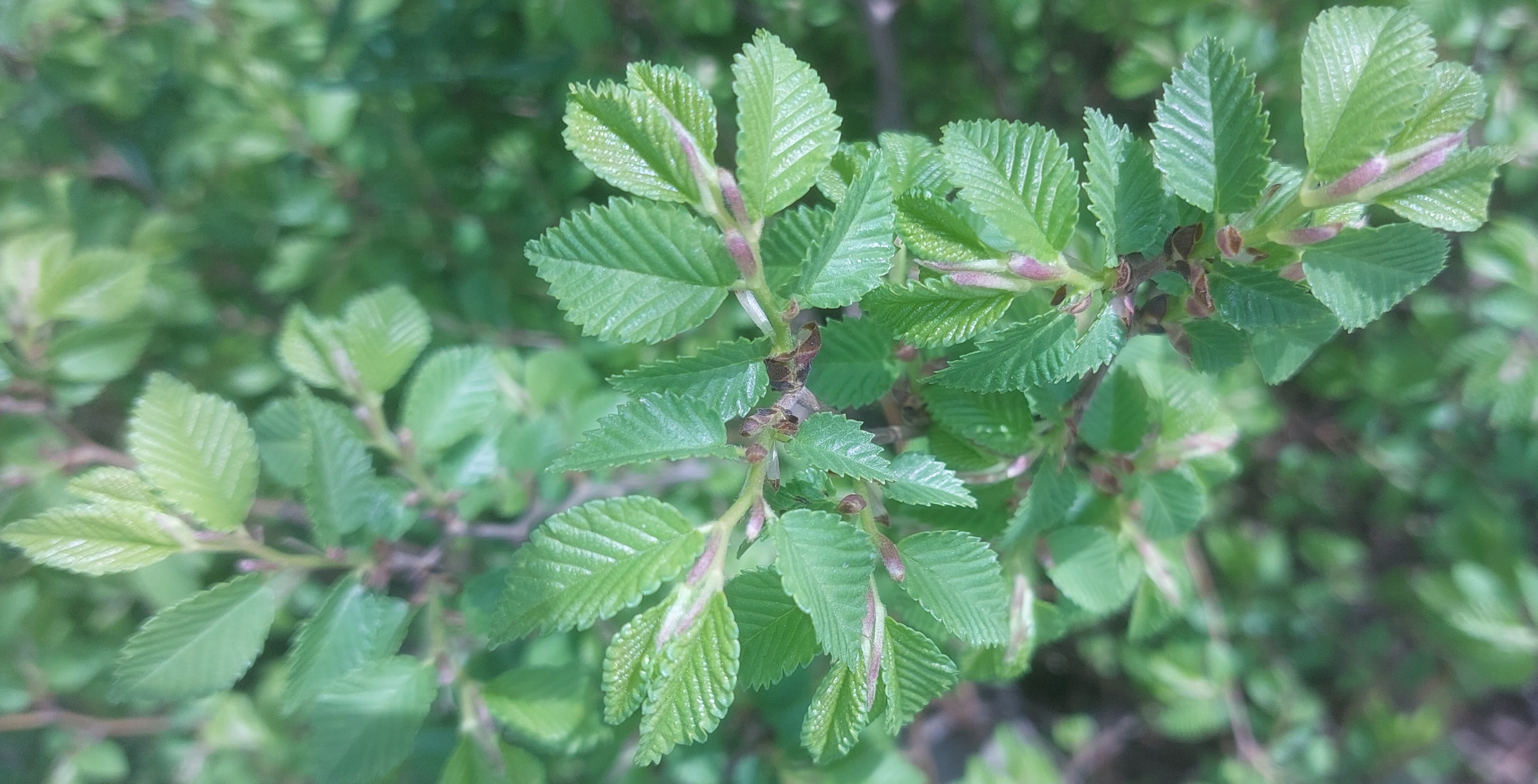
شاخه نارون

| کشور                                           | توضیحات                                                                          |
| ---------------------------------------------- | -------------------------------------------------------------------------------- |
| 🇺🇸 ایالات متحده آمریکا                         | دارای گونه‌های مختلفی مانند American Elm، منابع گسترده در جنگل‌های شمال شرق و مرکز |
| 🇨🇳 چین                                         | یکی از بزرگ‌ترین تولیدکنندگان گونه Chinese Elm، هم در طبیعت و هم در کشت صنعتی     |
| 🇷🇺 روسیه                                       | پوشش وسیع جنگلی و گونه‌های متنوع، از جمله Ulmus laevis                            |
| 🇨🇦 کانادا                                      | تولید چوب نارون در مقیاس متوسط، بیشتر برای مصارف داخلی                           |
| 🇪🇺 کشورهای اروپایی (مثل آلمان، فرانسه، لهستان) | تولید محدود به‌دلیل بیماری Dutch Elm Disease که جمعیت درختان را کاهش داده است     |

## گونه‌های نارون
برخی از گونه‌های نارون چنین‌اند:
- اوجا،  Ulmus minor: این گونه در شمال ایران می‌روید.
- مَلَچ، Ulmus glabra: گونه‌ای که در استان‌های گلستان، مازندران، گیلان و آذربایجان می‌روید.
- نارون چتری،  Ulmus Umbraculifera: گونه‌ای از نارون که در ایران و افغانستان می‌روید.
- نارون برگ‌ریز یا نارون گل‌پشه‌ای، Ulmus boissieri: گونه‌ای از نارون که تنها در کشور ایران می‌روید.
- نارون سفید،  Ulmus laevis
- نارون قرمز،  Ulmus rubra